# William J. Browning
William John Browning, född 11 april 1850 i Camden, New Jersey, död 24 mars 1920 i Washington, D.C., var en amerikansk politiker (republikan). Han var ledamot av USA:s representanthus från 1911 fram till sin död.
Kongressledamot Henry C. Loudenslager avled 1911 i ämbetet och efterträddes av Browning. Han avled själv 1920 i ämbetet och efterträddes av Francis F. Patterson.